# Rüdiger Kunze
Rüdiger Kunze (* 2. September 1949 in Bautzen) ist ein ehemaliger Ruderer aus der DDR. 1974 wurde er Weltmeister im Vierer mit Steuermann.
Rüdiger Kunze trainierte bei SC Einheit Dresden unter Hans Eckstein. 1974 gewann er zusammen mit Ullrich Dießner, Walter Dießner, Andreas Schulz und Steuermann Wolfgang Groß den Weltmeistertitel im Vierer mit Steuermann. 1975 erruderte das Boot in gleicher Besetzung Weltmeisterschaftssilber hinter dem Vierer aus der Sowjetunion. Auch bei den Olympischen Spielen 1976 unterlagen der Dresdner Vierer mit dem Boot aus der Sowjetunion, allerdings war nun Johannes Thomas Steuermann für Wolfgang Groß. 1974 und 1976 wurde er mit dem Vaterländischen Verdienstorden in Bronze ausgezeichnet.
Rüdiger Kunze absolvierte ein Studium an der DHfK in Leipzig und war danach Rudertrainer beim SC Einheit Dresden. Nach der Wende arbeitete er als Lehrer für Sozialkunde und Sport am Beruflichen Schulzentrum für Agrarwirtschaft und Ernährung in Dresden.